# Hany Mahmoud
Hany Mahmoud Abdel Megeed, (en arabe : هاني محمود), est un homme politique égyptien. Il démissionne de son poste de ministre des Télécommunications le 25 décembre 2012.
Il a expliqué ne pas pouvoir s’adapter «  à la culture du travail gouvernemental, surtout dans le cadre de la situation actuelle du pays ». 